# Erice
Erice (italijanska izgovorjava: [ˈɛːritʃe], sicilijansko Èrici) je zgodovinsko mesto in občina v pokrajini Trapani na Siciliji v južni Italiji.

## Geografija
Glavno mesto Erice je na vrhu Monte Erice, na približno 750 metrih nadmorske višine, s pogledom na mesto Trapani, nizko zahodno obalo proti Marsali, dramatično Punta del Saraceno in Capo San Vito na severovzhod in Egadske otoke na severozahodni obali Sicilije. Casa Santa je del mesta Erice ob vznožju Monte Erice, tik ob Trapaniju. Žičnica se priključi na zgornji in spodnji del Erice.
Mejne občine so Buseto Palizzolo, Paceco, Trapani, Valderice in Custonaci. Zaselki (frazioni) so Ballata, Casa Santa, Crocefissello, Napola, Pizzolungo, Rigaletta, San Cusumano in Torretta.

## Zgodovina
Starogrško ime Erice je bilo Eryx (v grščini Έρυξ), njegov temelj pa je bil povezan z istoimenskim grškim junakom Eriksom. To ni bila grška kolonija, saj so jo ustanovili  Feničani, ampak je bila v veliki meri helenizirana. V prvi punski vojni so jo uničili Kartažani in od takrat naprej je propadala.
Eryx so osvojili Aglabidi leta 831 in ga preimenovali v Cebel Hamid (v zahodnih virih Gebel Hamed, kar pomeni Hamidova gora). Vladali so ji Arabci do osvajanja Normanov. Leta 1167 so ga Normani preimenovali v Monte San Giuliano, ime se je ohranilo do leta 1934.

## Znamenitosti
V severovzhodnem delu mesta so ostanki starodavnih elimijskih in feničanskih zidov (kiklopski zid), ki kažejo na različne stopnje naselitve in zasedbe v antiki.
V mestu sta ostala dva gradova: grad Pepoli, ki izvira iz saracenskih časov in Castello di Venere ('Venerin grad') iz normanskega obdobja, zgrajen na vrhu starodavnega Venerinega templja, kjer so častili Venero Ericino. Po legendi je tempelj ustanovil Enej. V antični dobi je bil dobro znan po celotnem sredozemskem območju in v njem so častili pomemben kult. Klavdij Elijan v svoji knjigi O naravi živali piše, da bi se živali, izbrane za žrtvovanje, prostovoljno sprehodile do oltarja da so jih pobili.
Žičnica (funivia) je vozila od leta 2005 do 2017, ko je bila zaradi gozdnega požara zaprta, od obrobja Trapanija do mesta Erice. Žičnica je bila obnovljena in ponovno odprta junija 2018.

## Kultura
Erice gosti znanstvena srečanja v centru Ettore Majorana, ki jih organizira kontroverzni astrofizik Antonino Zichichi. Obstaja tudi letna delavnica o molekularni gastronomiji.

## Galerija
- Stolnica v Erice z zvonikom
- Notranjost stolnice
- Rozeta stolnice
- Kiklopski zid
- Via San Carlo
- Cerkev sv. Juliana
- Grad Balio
- Trdnjava in Venerin grad
- Venerin grad
- Pogled na monte Cofano
- Trapani z gradu
- Monte Cofano